# Дженкс, Чарльз
Чарльз Александер Дженкс (англ. Charles Alexander Jencks; 21 июня 1939, Балтимор, Мэриленд, США — 13 октября 2019, Лондон, Англия, Великобритания) — американский архитектор, стоявший у истоков и разрабатывавший теорию постмодернизма в современной архитектуре; архитектурный критик; историк архитектуры; автор многочисленных статей и монографий; практикующий архитектор, ландшафтный дизайнер.

## Биография
В 1961 г. Чарльз Дженкс окончил Гарвардский университет со степенью бакалавра (специализация по английской литературе); в 1965-м получил степень магистра искусств в Школе дизайна Гарвардского университета (англ. Harvard Graduate School of Design); в 1965 г. защитил диссертацию по истории архитектуры в Университетском колледже Лондона.
Чарльз Дженкс читал лекции во многих университетах по всему миру, в том числе в Пекине, Шанхае, Париже, Токио, Милане, Венеции, Франкфурте, Квебеке, Монреале, Осло, Варшаве, Барселоне, Лиссабоне, Цюрихе, Вене и Эдинбурге. В США читал лекции в Гарварде, Колумбийском университете, Принстоне, Йеле.
Чарльз Дженкс занимался исследованием современных ему архитектурных течений; являлся автором новой терминологии в данной области; освещал работы современных ему архитекторов, проводя многочисленные интервью и участвуя в международных архитектурных конкурсах и фестивалях.

## Архитектурный постмодернизм
Рождение архитектурного постмодернизма практически совпадает по времени с рождением теоретических идей постструктурализма, таким образом, становление постмодернизма как общекультурного явления происходило в сфере философии и архитектуры одновременно, что довольно необычно для архитектуры. Главным идеологом архитектурного постмодернизма стал Чарльз Дженкс, в 1975 году впервые обозначивший новую архитектуру как постмодернистскую. Место гибели модернизма зафиксировано им 15 июля 1972 года в 15 часов 32 минуты в Сент-Луисе, Миссури, США, на месте взрыва жилого комплекса «Прюит-Игоу», состоящего из трех десятков жилых высоток архитектора Минору Ямасаки.
Идеология модернизма, согласно Дженксу, представляла собой утопические и идеализированные теории, основанные на едином (интернациональном) стиле. Постмодернисты отказываются от какого бы то ни было единого стиля, от стиля вообще (если понимать под этим некое всеобъемлющее явление), узаконив плюрализм решений. Характерная для модернизма интернационализация художественных приемов сменяется отчетливым регионализмом, локальностью эстетических поисков, тесно связанных с национальным, местным, городским, экологическим контекстом. Так, распространение постмодернизма в архитектуре замедлило разрушение исторических центров городов, возродив интерес к старинным зданиям, урбанистическому контексту, улице как градостроительной единице.
Одним из примеров постмодернистской архитектуры может служить «Тематический дом» Дженкса в Лондоне. Повышенное внимание к цвету, форме, материалу, роли скульптуры, живописи, компьютерной графики в архитектурных решениях, их знаково-символическому смыслу, а также градостроительные поиски сочетания традиций и инноваций, локального и массового, естественного и искусственного, выразительного и изобразительного в городской среде при всей своей неоднозначности утверждают статус постмодернистской архитектуры как искусства, чья специфика несводима к утилитарно-прагматическим функциям. Кроме того, активизировались процессы синтеза искусств — музыки, танца, театра, литературы, кино, видео в массовых карнавализованных действиях.
Помимо Дженкса на развитие архитектурного постмодернизма оказали влияние такие архитекторы как: Роберт Вентури, Кристофер Александер, Альдо Росси, Джеймс Стирлинг, Ханс Холляйн, Марио Ботта, Рикардо Бофилл, Чарльз Мур.

### «Язык архитектуры постмодернизма»
В 1977 году была опубликована книга Чарлза Дженкса «Язык архитектуры постмодернизма», оказавшая огромное влияние на профессиональное сознание архитекторов и являющаяся «библией постмодернизма». На русский язык книга была переведена в 1985 году.
Книга состоит из трех частей: "Смерть «новой архитектуры»; «Способы архитектурной коммуникации»; «Архитектура постмодернизма». В первой части Дженкс критикует по нескольким пунктам самые главные постулаты модернизма, прежде всего его одномерность (формы, содержания и т. д.). Во второй части он рассматривает архитектуру как язык, выявляет такие её характеристики, как метафора, слова, синтаксис, семантика. Третья часть посвящена рассмотрению некоторых новых течений в архитектуре, появившихся под влиянием постмодернистских теорий: историзм, регионализм, ад-хок контекстуализм. Главными источниками в его работах становятся материалы архитектурных журналов (которые он сам активно создавал), личные впечатления (он сам архитектор-практик), интервью и частные беседы с коллегами.

### 13 позиций архитектуры постмодернизма
В 1996 году Дженкс сформулировал 13 позиций архитектуры постмодернизма:
Основные ценности:
1. Амбивалентность предпочтительней одновалентности, воображение предпочтительней вкуса.
2. «Сложность и противоречивость» предпочтительней сверхпростоты и «минимализма».
3. Теория сложности и теория хаоса являются более основательными в объяснении природных явлений, чем линейная динамика; это значит, что «истинно природное» в своем поведении скорее нелинейно, чем линейно.
4. Память и история органически связаны с нашим генетическим кодом, нашим языком, нашим стилем и нашими городами и потому являются ускорителями нашей изобретательности.

Лингвистика и эстетика:
1. Вся архитектура изобретается и воспринимается с помощью кодов, отсюда — «языки» архитектуры, отсюда — символическая архитектура, отсюда — двойное кодирование.
2. Все коды испытывают влияние семиотической общности и различных типов культур, отсюда — необходимость плюралистической культуры для проектирования, основанного на принципах радикального эклектизма.
3. Архитектура — «язык» для публики, отсюда — необходимость в появлении постмодернистского классицизма, который отчасти основан на архитектурных универсалиях, отчасти на образах прогрессирующей технологии.
4. Архитектуре требуется орнаментализация (придание образных черт, паттернализация), которая должна быть либо символической, либо «симфонической»; отсюда — уместность обращения к современным информационным теориям.
5. Архитектуре требуется метафоричность, которая должна приблизить нас и к природным, и к культурным проблемам; отсюда — использование зооморфной образности, домов с «человеческими лицами», отсюда же — иконография высокой технологии. Всё это — вместо метафоры «машина для жилья».

Урбанистика, политика, экология:
1. Архитектура должна формировать город, отсюда — контекстуализм, коллажность, неорационализм, мелкоквартирное планирование, смешение типов пользователей и типов строений.
2. Архитектура должна кристаллизовать социальную реальность в современном городе глобального типа — гетерополисе, что очень важно для плюралистичности этнических групп, отсюда — партиципационный подход к проектированию и адхокизм.
3. Архитектура должна учитывать экологическую реальность нашего времени и уметь поддерживать своё развитие, зеленую архитектуру и космический символизм.
4. Мы живем в удивительной, творящей, самоорганизующейся Вселенной, которая ещё только готовится к различным вариантам определённости, отсюда — необходимость в космогенной архитектуре, которая прославляет критицизм, процессуальность и иронию.[7]

## Мэгги Центры
Чарльзом Дженксом была создана организация Мэгги Кансер Кэре, которая занимается поддержкой больных раковыми заболеваниями. Когда Мэгги — ушедшая жена Дженкса — заболела, паре пришлось очень часто посещать различные больницы. Супруги обратили внимание на то, что эти заведения не принимали во внимание некоторые потребности больных. После смерти Мэгги был создан фонд её имени Мэгги Фаундейшен, который работает над созданием мест, где больные люди могут встречаться с теми, кто уже пережил эту болезнь или как-то связан, и общаться в дружелюбном внебольничном пространстве.
На данный момент функционирует тринадцать таких центров с прилегающими парками. Все они спроектированы очень известными архитекторами и предназначены для того, чтобы борющиеся и уже справившиеся с болезнью люди могли поблизости от крупных медицинских центров и в то же время в дружелюбном окружении найти социальную и психологическую поддержку и обрести уверенность в себе.
Мэгги Кезуик-Дженкс написала книгу «Японский Сад», над которой так же работал её муж.

## Монографии Чарльза Дженкса
- Critical Modernism — Where is Post Modernism going?, Wiley Academy, London, 2007.
- The Iconic Building — The Power of Enigma, Frances Lincoln, London, 2005.
- The Garden of Cosmic Speculation, Frances Lincoln Limited, London, October 2003.
- The New Paradigm in Architecture, (seventh edition of The Language of Post-Modern Architecture), Yale University Press, London, New Haven, 2002.
- Le Corbusier and the Continual Revolution in Architecture, The Monacelli Press, 2000
- Architecture 2000 and Beyond, (Critique & new predictions for 1971 book), Academy, Wiley, May 2000
- Millennium Architecture, Academy, Wiley, AD, Guest Editor with Maggie Toy 2000.
- Ecstatic Architecture, Academy, Wiley, London, NY 1999.
- Architecture 2000 and Beyond, (Critique & new predictions for 1971 book), Academy, Wiley, May 2000.
- Theories and Manifestos of Contemporary Architecture, ed.with Karl Kropf, Wiley, London, NY 1997.
- The Architecture of the Jumping Universe, Academy, London & NY, 1995. Second Edition Wiley, 1997.
- Heteropolis — Los Angeles, The Riots & Hetero-Architecture, Academy, London & NY, 1993.
- The Post-Modern Reader, Editor, Academy/St. Martins, 1992.
- The New Moderns, Academy London, Rizzoli, NY 1990.
- The Prince, The Architects and New Wave Monarchy, Academy, London and Rizzoli, NY 1988.
- Post-Modernism, The New Classicism in Art and Architecture, Rizzoli, NY and Academy, London 1987; German edition, 1987, reprinted 1988.
- What is Post-Modernism? , St Martins Press, NY 1986, Academy, London 1986. Second Edition 1988. Third Edition 1989. Fourth Edition 1996.
- The Architecture of Democracy, AD Monograph, London, 1987.
- Towards A Symbolic Architecture, Rizzoli, NY; Academy, London 1985.
- Kings of Infinite Space, St. Martins Press, NY; Academy, London 1983.
- Abstract Representation, St. Martins Press, NY 1983, Architectural Design monograph, London 1983.
- Architecture Today, Abrams, NY 1982, Current Architecture, Academy, London 1982 (Book Club). Second Edition, 1988.
- Free-Style Classicism, Rizzoli, NY 1980, Architectural Design monograph, London 1982,(переведена на французский)
- Post-Modern Classicism, Rizzoli, NY 1980, Architectural Design monograph, London 1980, (переведена на французский)
- Skyscrapers — Skycities, Rizzoli, NY 1980, Academy, London 1980.
- Signs, Symbols and Architecture, edited with Richard Bunt and Geoffrey Broadbent, John Wiley, NY and London 1980.
- Late-Modern Architecture, Rizzoli, NY 1980, Academy, London 1980. Translated into German and Spanish. (переведена на немецкий и испанский)
- Bizarre Architecture, Rizzoli, NY 1979 and Academy, London 1979.(переведена на французский, немецкий)
- The Daydream Houses of Los Angeles, Rizzoli, NY 1978 and Academy, London 1978.(переведена на французский)
- The Language of Post-Modern Architecture, Rizzoli, NY 1977, revised 1978, Third Ed. 1980, Fourth Ed. 1984, Fifth Ed. 1988, Sixth Ed. 1991, Academy Editions London 1977, 1978, 1980, 1984, 1991. (переведена на французский, японский, немецкий, испанский, венгерский, польский, русский, чешский и частично на китайский и итальянский))
- Le Corbusier and the Tragic View of Architecture, Harvard University Press, Cambridge, Mass. 1974 and Allen Lane, London 1974. 2nd Edition 1987. .(переведена на японский, польский, венгерский)
- Modern Movements in Architecture, Doubleday, NY 1972 and Penguin Books, London 1973.(переведена на французский, японский, польский, югославский и русский)
- Adhocism (with Nathan Silver), Doubleday, NY 1972 and Secker and Warburg, London 1972.(частично переведена на французский и итальянский)
- Architecture 2000, Predictions and Methods, Praeger, NY 1971 and Studio Vista, London 1971. (переведена на испанский и японский)
- Meaning in Architecture, editor with George Baird and contributor, Braziller, NY 1969; Barrie & Jenkins, London 1969.(переведена на французский, итальянский, испанский)